# Elias Greuter der Ältere
Elias Greuter der Ältere (auch: Greither, Greiter, Greiterer, Kreitter, Kreuter) (* 1569 oder 1570 in Weilheim in Oberbayern; † zwischen dem 9. und 11. November 1646 ebenda) war ein bayerischer Maler der Barockzeit.

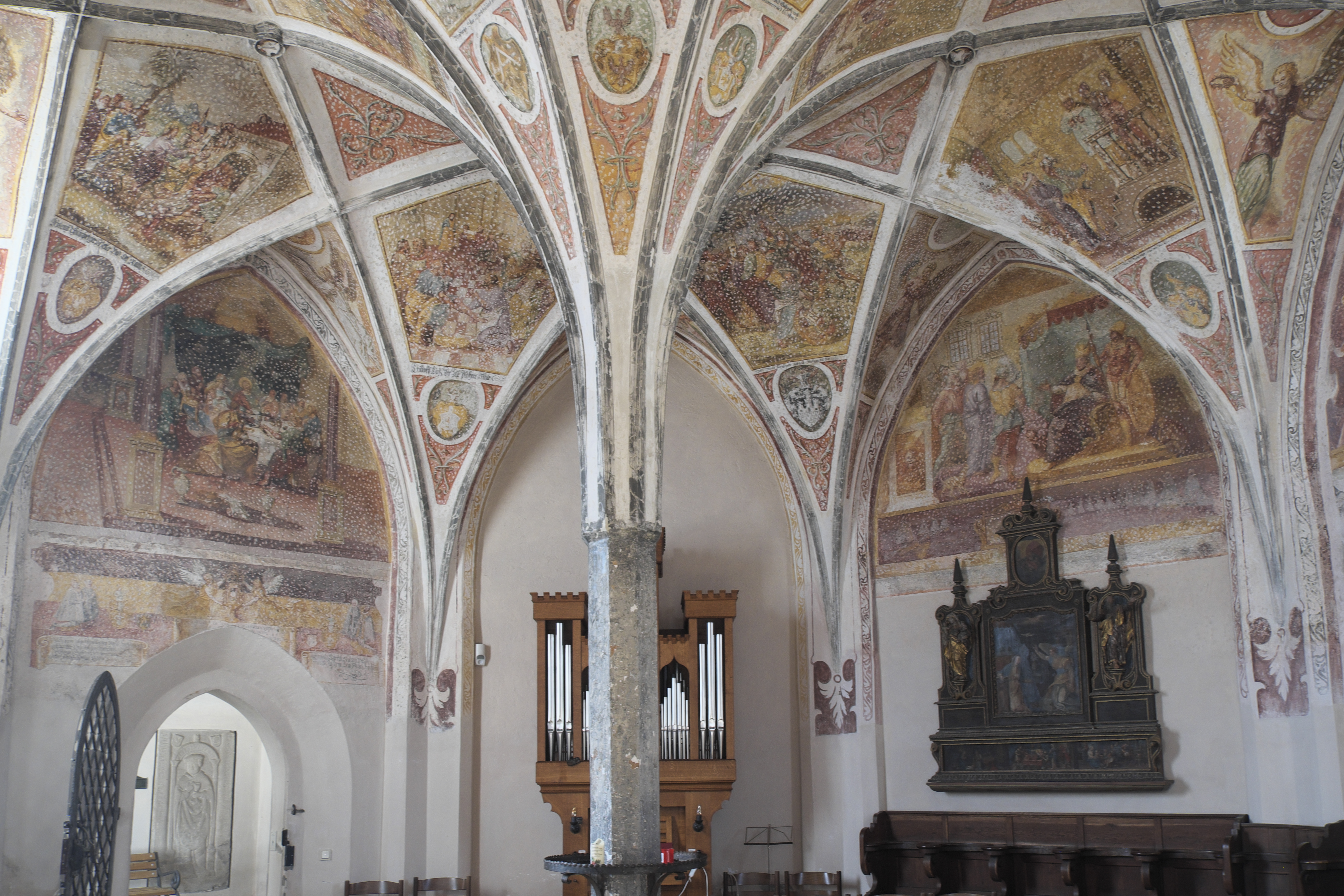
Friedhofskirche St. Salvator und Sebastian in Weilheim mit Fresken von Elias Greuter, Altar mit Gemälden von Elias Greuter

Die erste bekannte Erwähnung des Malers stammt von 1591, als er in Weilheim das Bürgerrecht erwarb und die Friedhofskirche St. Salvator und Sebastian (Betbergkapelle) in Weilheim in Secco-Technik ausmalte. Vermutlich war er ein Schüler von Christian Schwarz. Greuter erlangte besondere Bedeutung als erster frühbarocker Maler Bayerns, der eine Kirche mit einem großräumigen Deckenfresko ausmalte.
Seine Söhne waren die Maler Elias Greuter der Jüngere und Johann Greuter.

## Werke

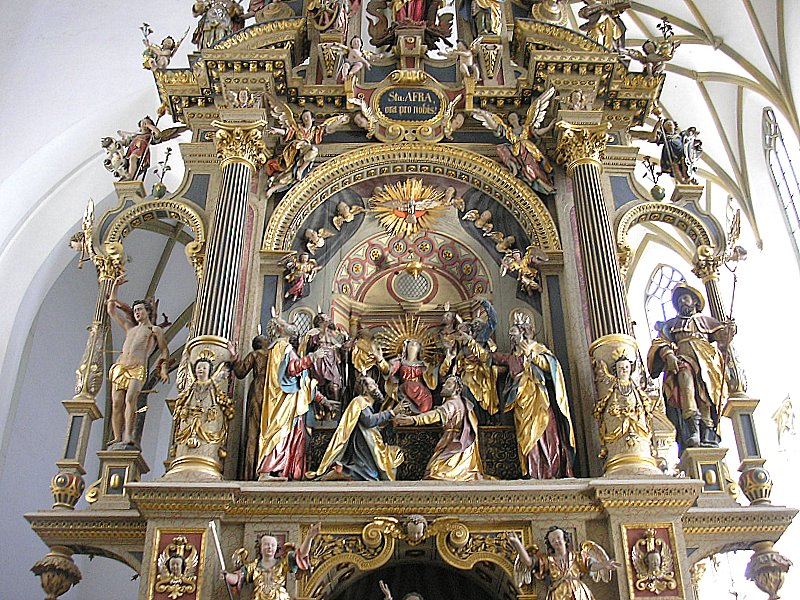
Afraaltar in der Basilika St. Ulrich und Afra in Augsburg

- 1591–1615: Katholische Friedhofskirche St. Salvator und Sebastian am Betberg in Weilheim
- 1606: Fassung der Retabel des Ulrichs- und des Afraaltars in der Basilika St. Ulrich und Afra in Augsburg
- nach 1606: Hauptaltarbild der Anastasiakapelle des Klosters Benediktbeuern
- 1610–1611: Mitwirkung in der Klosterkirche Andechs
- 1610–1611: Mitwirkung in der Klosterkirche St. Benedikt im Kloster Benediktbeuern
- 1614–1616: Mitwirkung bei der Ausschmückung der Münchner Residenz: Kaisertreppe und Vierschäftesaal
- 1618: Drei Altäre in der Wallfahrtskirche Mariä Himmelfahrt bei  Hohenpeißenberg
- 1618: Bemalung der Flügel der neuen Orgel der Stadtpfarrkirche von Bozen (nicht erhalten)
- 1623: Altarbild Taufe des Heiligen Augustinus in der ehemaligen Augustinerchorherrenstiftskirche Heilig Kreuz in Polling
- 1627: Fresko Maria umringt von den sieben Engeln in der katholischen Pfarrkirche Mariä Himmelfahrt in Weilheim (zusammen mit seinem Sohn Johann Greuter)
- 1630–1635: Hochaltarblatt mit Kreuzabnahme in der Klosterkirche St. Peter und Paul im Kloster Beuerberg